# Возрождение (партия, Франция)
«Возрождение» (фр. Renaissance) — социал-либеральная политическая партия Франции.
До 5 мая 2022 года носила название «Вперёд, Республика!» (фр. La République en Marche!), полное официальное название — Ассоциация за обновление политической жизни (фр. Association pour le renouvellement de la vie politique).

## История

### Начальный период
Кандидат в президенты Франции, бывший министр экономики, финансов и цифровых дел Эмманюэль Макрон объявил о создании партии, первоначально носившей название «Вперёд!», 6 апреля 2016 года в Амьене; в тот же день он заявил об участии своего движения в парламентских выборах 2017 года. Название партии на французском (фр. En Marche !) отсылает к инициалам самого Макрона (фр. Emmanuel Macron).
7 мая 2017 года Макрон победил во втором туре президентских выборов Марин Ле Пен с результатом 66,1 % (в первом туре — 24,01 %) и 15 мая назначил премьер-министром Эдуара Филиппа, который сформировал правительство с участием в основном представителей президентской партии и её союзника — Демократического движения.
8 мая 2017 года Эмманюэль Макрон оставил пост председателя партии. Исполняющим обязанности лидера партии стала Катрин Барбару. Также в этот день было объявлено о переименовании партии в «Вперёд, Республика».
11 и 18 июня 2017 года состоялись парламентские выборы, триумфальную победу на которых одержала ВР. По итогам этих выборов сформировано второе правительство Филиппа.
17 августа 2017 года избрано временное коллективное руководство партии в составе Арно Леруа, Баризы Хиари и Астрид Паносян.
18 ноября 2017 года на первом съезде в Шассё под Лионом лидером партии в должности генерального делегата (délégué général) единогласно при двух воздержавшихся избран Кристоф Кастанер.

### Электоральный цикл 2017—2022
19 октября 2018 года, ввиду назначения Кастанера министром внутренних дел во втором правительстве Филиппа, Национальное бюро партии избрало специалиста по связям с общественностью Филиппа Грангона временно исполняющим обязанности лидера партии до выборов нового генерального делегата, назначенных на 1 декабря. Выдвижение кандидатур возможно в период с 29 октября по 14 ноября, каждый кандидат должен получить поддержку минимум 60 членов Совета партии, включая 30 депутатов Национального собрания, 3 сенаторов, 10 представителей местных организаций и 5 выборных должностных лиц, не являющихся парламентариями. 15 ноября исполнительное бюро должно рассмотреть и утвердить кандидатуры.
1 декабря 2018 года большинством в 82 % голосов новым генеральным делегатом избран депутат Национального собрания от 3-го округа Парижа, близкий соратник Эмманюэля Макрона и один из участников создания партии Станислас Герини (его противником был депутат от заграничного округа Национального собрания Иоахим Сон-Форже). Заседание Совета партии происходило в Ножан-сюр-Марн, хотя первоначально планировалось в Париже (в момент голосования, в котором участвовали 367 из 743 членов Совета, на Елисейских Полях шла манифестация движения «жёлтых жилетов», сопровождавшаяся вспышками насилия).
26 мая 2019 года блок партий «Вперёд, Республика!» и Демократическое движение получил 22,4 % голосов на выборах в Европейский парламент, немного уступив правой партии Национальное объединение (23,3 %). Обе политических силы провели по 23 евродепутата.
19 мая 2020 года после перехода 7 депутатов в новую фракцию «Экология, Демократия, Солидарность» ВР! лишилась в Национальном собрании абсолютного большинства (в общей сложности численность партийной фракции сократилась с 314 депутатов сразу после выборов до 288). Тем не менее, благодаря 46 мандатам Демократического движения правительственное большинство сохранилось.
20 июня 2021 года по итогам первого тура региональных выборов результаты ВР! оказались худшими в истории для правительственной партии — её кандидаты не добились успеха ни в одном регионе, а в трёх — О-де-Франс, Окситания и Овернь-Рона-Альпы — не смогли даже выйти во второй тур голосования (при этом в О-де-Франсе в избирательные списки были включены пять членов правительства Кастекса, в том числе министр юстиции Эрик Дюпон-Моретти). 27 июня во втором туре партия получила менее 10 % голосов.

### Переименование
5 мая 2022 года генеральный делегат партии Станислас Герини сообщил о смене названия партии «Вперёд, Республика!» на «Возрождение».
17 сентября 2022 года на съезде в парижском торговом центре Carrousel du Louvre переименование состоялось официально, также был утверждён новый устав и избрано новое руководство во главе с генеральным секретарём Стефаном Сежурне (президент Макрон стал почётным председателем партии).
В ноябре 2021 года партия «Возрождение» возглавила парламентскую коалицию «Вместе», в которую также вошли Демократическое движение, «Горизонты», «Действовать» и Радикальная партия.

### Электоральный цикл 2022—2027
24 апреля 2022 года Эмманюэль Макрон, вновь представлявший партию, победил во втором туре президентских выборов кандидатку правой партии «Национальное объединение» Марин Ле Пен с результатом 58,55 % (10 апреля в первом туре его поддержали 27,85 % избирателей).
19 июня 2022 года во втором туре парламентских выборов коалиция «Вместе» получила относительное большинство голосов (38,63 %), что обеспечило ей 246 депутатских мандатов из 289, необходимых для абсолютного большинства в Национальном собрании. Тем не менее, 4 июля 2022 года президентская коалиция смогла сформировать кабинет меньшинства во главе с Элизабет Борн.

## Идеология
Несмотря на то, что Макрон был членом Социалистической партии с 2006 по 2009 год, «Возрождение» определяется самим Макроном как прогрессивистская партия, не являющаяся ни левой, ни правой. При этом в 2018 году половина опрошенных французов относили партию к правоцентристскому или правому спектру и только 21 % — к центристским (за год до этого таковых было 33 %).

## Руководство

### Председатели
- Эмманюэль Макрон (до 8 мая 2017)
- Катрин Барбару (и. о. с 8 мая 2017[29] по 17 августа 2017)

### Генеральные секретари
- Людовик Шаке[фр.] (апрель-октябрь 2016)
- Ришар Ферран (26 октября 2016 — июнь 2017)

### Генеральные делегаты
- Кристоф Кастанер (18 ноября 2017 — 19 октября 2018)
- Филипп Гранжон[фр.] (и. о. 19 октября — 1 декабря 2018)
- Станислас Герини (1 декабря 2018 — 17 сентября 2022)

### Генеральные секретари
- Стефан Сежурне (с 17 сентября 2022)

## Участие в выборах

### Парламентские выборы 2017
На состоявшемся 11 июня 2017 года первом туре выборов в Национальное собрание партия получила в общей сложности 28,21 % голосов, заняв первое место. Во втором туре выборов, состоявшемся 18 июня, партия смогла получить 308 мест из 577, также заняв первое место и обеспечив себе абсолютное большинство в нижней палате.